# Kościół św. Andrzeja Apostoła w Czeszewie
Kościół parafialny pw. św. Andrzeja Apostoła – rzymskokatolicki kościół parafialny we wsi Czeszewo.
Kościół został zbudowany ok. 1500 roku w stylu gotyckim. Przebudowany w XVIII wieku i w 1909 roku zmienił znacznie wygląd, lecz zachował gotyckie założenia. W 1909 roku dobudowano mu wieżę w stylu neogotyckim zwieńczoną hełmem, przy czym zachowano częściowo fragmenty późnogotyckiego zwieńczenia dachu.
W kościele znajduje się wczesnobarokowy ołtarz główny z XVII wieku z rzeźbami św. św. Pawła i Piotra, w centralnej części znajduje się obraz przedstawiający Adorację Trójcy Świętej przez duchownych i świeckich dostojników, wśród nich znajduje się postać Władysława IV.  Ambona jest w stylu późnorenesansowym i pochodzi z XVII wieku. Znajduje się tam również neorenesansowe epitafium Karola Libelta, który był właścicielem Czeszowa w latach 1850–1868 i tam mieszkał.
Kościół został uznany za zabytek już w 1933 roku.